# Japan Open Tennis Championships 2014 - Qualificazioni singolare
Le qualificazioni del singolare  del Japan Open Tennis Championships 2014 sono state un torneo di tennis preliminare per accedere alla fase finale della manifestazione. I vincitori dell'ultimo turno sono entrati di diritto nel tabellone principale. In caso di ritiro di uno o più giocatori aventi diritto a questi sono subentrati i lucky loser, ossia i giocatori che hanno perso nell'ultimo turno ma che avevano una classifica più alta rispetto agli altri partecipanti che avevano comunque perso nel turno finale.

## Teste di serie
1. James Ward (Ultimo turno, ritirato)
2. Pierre-Hugues Herbert (Qualificato)
3. James Duckworth (ultimo turno)
4. Michał Przysiężny (Qualificato)

1. Rajeev Ram (Qualificato)
2. Hiroki Moriya (Qualificato)
3. Thanasi Kokkinakis (ultimo turno)
4. Yasutaka Uchiyama (ultimo turno)

## Qualificati
1. Rajeev Ram
2. Pierre-Hugues Herbert

1. Hiroki Moriya
2. Michał Przysiężny

## Tabellone

### Legenda
| - Q = Qualificato - WC = Wild card - LL = Lucky loser | - ALT = Alternate - SE = Special Exempt - PR = Protected Ranking | - w/o = Walkover - r = Ritirato - d = Squalificato |

### Sezione 1
|  | Primo turno | Primo turno      | Primo turno      | Primo turno | Primo turno |  |  | Ultimo turno | Ultimo turno | Ultimo turno | Ultimo turno | Ultimo turno |  |
|  |             |                  |                  |             |             |  |  |              |              |              |              |              |  |
|  | 1           | James Ward       | James Ward       | 6           | 7           |  |  |              |              |              |              |              |  |
|  |             | Toshihide Matsui | Toshihide Matsui | 3           | 63          |  |  | 1            | James Ward   | 2            | 1            | r            |  |
|  | WC          | Yusuke Takahashi | Yusuke Takahashi | 3           | 65          |  |  | 5            | Rajeev Ram   | 6            | 4            |              |  |
|  | 5           | Rajeev Ram       | Rajeev Ram       | 6           | 7           |  |  |              |              |              |              |              |  |

### Sezione 2
|  | Primo turno | Primo turno           | Primo turno           | Primo turno | Primo turno |  |  | Ultimo turno | Ultimo turno          | Ultimo turno | Ultimo turno | Ultimo turno |  |
|  |             |                       |                       |             |             |  |  |              |                       |              |              |              |  |
|  | 2           | Pierre-Hugues Herbert | Pierre-Hugues Herbert | 7           | 6           |  |  |              |                       |              |              |              |  |
|  |             | Shuichi Sekiguchi     | Shuichi Sekiguchi     | 65          | 3           |  |  | 2            | Pierre-Hugues Herbert | 64           | 6            | 6            |  |
|  | WC          | Naoki Nakagawa        | 1                     | 6           | 3           |  |  | 8            | Yasutaka Uchiyama     | 7            | 2            | 4            |  |
|  | 8           | Yasutaka Uchiyama     | 6                     | 3           | 6           |  |  |              |                       |              |              |              |  |

### Sezione 3
|  | Primo turno | Primo turno     | Primo turno     | Primo turno | Primo turno |  |  | Ultimo turno | Ultimo turno    | Ultimo turno | Ultimo turno | Ultimo turno |  |
|  |             |                 |                 |             |             |  |  |              |                 |              |              |              |  |
|  | 3           | James Duckworth | James Duckworth | 7           | 6           |  |  |              |                 |              |              |              |  |
|  |             | Bumpei Sato     | Bumpei Sato     | 5           | 1           |  |  | 3            | James Duckworth | 7            | 5            | 3            |  |
|  | WC          | Takao Suzuki    | 4               | 7           | 3           |  |  | 6            | Hiroki Moriya   | 5            | 7            | 6            |  |
|  | 6           | Hiroki Moriya   | 6               | 6           | 6           |  |  |              |                 |              |              |              |  |

### Sezione 4
|  | Primo turno | Primo turno        | Primo turno        | Primo turno | Primo turno |  |  | Ultimo turno | Ultimo turno       | Ultimo turno       | Ultimo turno | Ultimo turno |  |
|  |             |                    |                    |             |             |  |  |              |                    |                    |              |              |  |
|  | 4           | Michał Przysiężny  | Michał Przysiężny  | 6           | 6           |  |  |              |                    |                    |              |              |  |
|  |             | Yusuke Watanuki    | Yusuke Watanuki    | 3           | 2           |  |  | 4            | Michał Przysiężny  | Michał Przysiężny  | 7            | 7            |  |
|  |             | Jun Woong-sun      | Jun Woong-sun      | 0           | 2           |  |  | 7            | Thanasi Kokkinakis | Thanasi Kokkinakis | 64           | 6(1)         |  |
|  | 7           | Thanasi Kokkinakis | Thanasi Kokkinakis | 6           | 6           |  |  |              |                    |                    |              |              |  |